# I. Amenemhat
I. Amenemhat (uralkodói nevén Szehotepibré Uhemmeszu, ur.: kb. i. e. 1991 – i. e. 1962) az ókori egyiptomi XII. dinasztia első, dinasztiaalapító  fáraója. Luft Ulrich kronológiája szerint i. e. 1989–1959 között uralkodott.

## Származása és családja
A Noferti intelmeiből úgy tűnik, Amenemhat nem volt tagja a XI. dinasztia királyi családjának. A mű, mely az óbirodalom idején játszódik, de már Amenemhat trónra lépése után íródott propagandacéllal, „előre megjósol” egy zűrzavaros időszakot, mely után egy Ameni nevű felső-egyiptomi származású férfi, egy Elephantiné nomoszbeli asszony fia uralkodik majd.
Amenemhat valószínűleg azonos azzal az Amenemhat vezírrel, aki IV. Montuhotep uralkodása alatt expedíciót vezetett Vádi Hammamátba, hogy köveket hozzanak a király szarkofágjához. Feltételezések szerint apja az a Szenuszert, akit II. Montuhoteppel és III. Montuhoteppel együtt említenek I. Amenhotep karnaki kápolnájában azok közt, akiknek áldozatot mutatnak be. Erre utal többek közt az, hogy Szenuszert neve mellett „az isten atyja” cím áll, ami a Középbirodalom idején előfordult fáraók nem uralkodó apja címeként, valamint az is, hogy Amenemhat örököse és több másik leszármazottja is a Szenuszert nevet kapta. A fáraó anyja valószínűleg az a Nofret, akit egy, Amenemhat piramisa közelében talált áldozati táblán „a király anyja”-ként említenek. Nofretnek más címe nincs ezen kívül, ami megerősíti fia nem királyi származását.
Egy felesége ismert, fiának anyja, Noferitatjenen, akit fia, I. Szenuszert egyik szobrán említenek. Szenuszerten kívül más fiáról nem tudni. Három lányának a neve ismert; Noferu, akit Szinuhe története is említ, testvére; Szenuszert felesége lett; Noferuserit és Kajet hercegnők neve apjuk piramiskomplexumában talált tárgyakon maradt fenn.

## Név, titulatúra
A fáraók titulatúrájának magyarázatát és történetét lásd az Ötelemű titulatúra szócikkben.
| G5 |

| G5 |

| F25 | F31 | G43 · t |

| F25 | F31 | G43 · t |

| F25 | F31 | G43 · t |

| F25 | F31 | G43 · t |

| G5 |

| G5 |

| F25 | F31 | G43 · t |

| F25 | F31 | G43 · t |

| F25 | F31 | G43 · t |

| F25 | F31 | G43 · t |

| G16 |

| G16 |

| F25 | F31 | G43 · t |

| F25 | F31 | G43 · t |

| G16 |

| G16 |

| F25 | F31 | G43 · t |

| F25 | F31 | G43 · t |

| G8 |

| G8 |

| F25 | F31 | G43 · t |

| F25 | F31 | G43 · t |

| G8 |

| G8 |

| F25 | F31 | G43 · t |

| F25 | F31 | G43 · t |

| M23 | L2 |

| M23 | L2 |

| ra | s | R4 · t · p | ib |

| ra | s | R4 · t · p | ib |

| ra | s | R4 · t · p | ib |

| ra | s | R4 · t · p | ib |

| ra | s | R4 · t · p | ib |

| ra | s | R4 · t · p | ib |

| ra | s | R4 · t · p | ib |

| ra | s | R4 · t · p | ib |

| M23 | L2 |

| M23 | L2 |

| ra | s | R4 · t · p | ib |

| ra | s | R4 · t · p | ib |

| ra | s | R4 · t · p | ib |

| ra | s | R4 · t · p | ib |

| ra | s | R4 · t · p | ib |

| ra | s | R4 · t · p | ib |

| ra | s | R4 · t · p | ib |

| ra | s | R4 · t · p | ib |

| G39 | N5 | \| \| |
|     |    |       |

|  |

| G39 | N5 | \| \| |
|     |    |       |

|  |

| i | mn · n | m | HAt · t |

| i | mn · n | m | HAt · t |

| i | mn · n | m | HAt · t |

| i | mn · n | m | HAt · t |

| i | mn · n | m | HAt · t |

| i | mn · n | m | HAt · t |

| i | mn · n | m | HAt · t |

| i | mn · n | m | HAt · t |

| G39 | N5 | \| \| |
|     |    |       |

|  |

| G39 | N5 | \| \| |
|     |    |       |

|  |

| i | mn · n | m | HAt · t |

| i | mn · n | m | HAt · t |

| i | mn · n | m | HAt · t |

| i | mn · n | m | HAt · t |

| i | mn · n | m | HAt · t |

| i | mn · n | m | HAt · t |

| i | mn · n | m | HAt · t |

| i | mn · n | m | HAt · t |